# Kreuzschlepper (Reiterswiesen, Eichesberg)

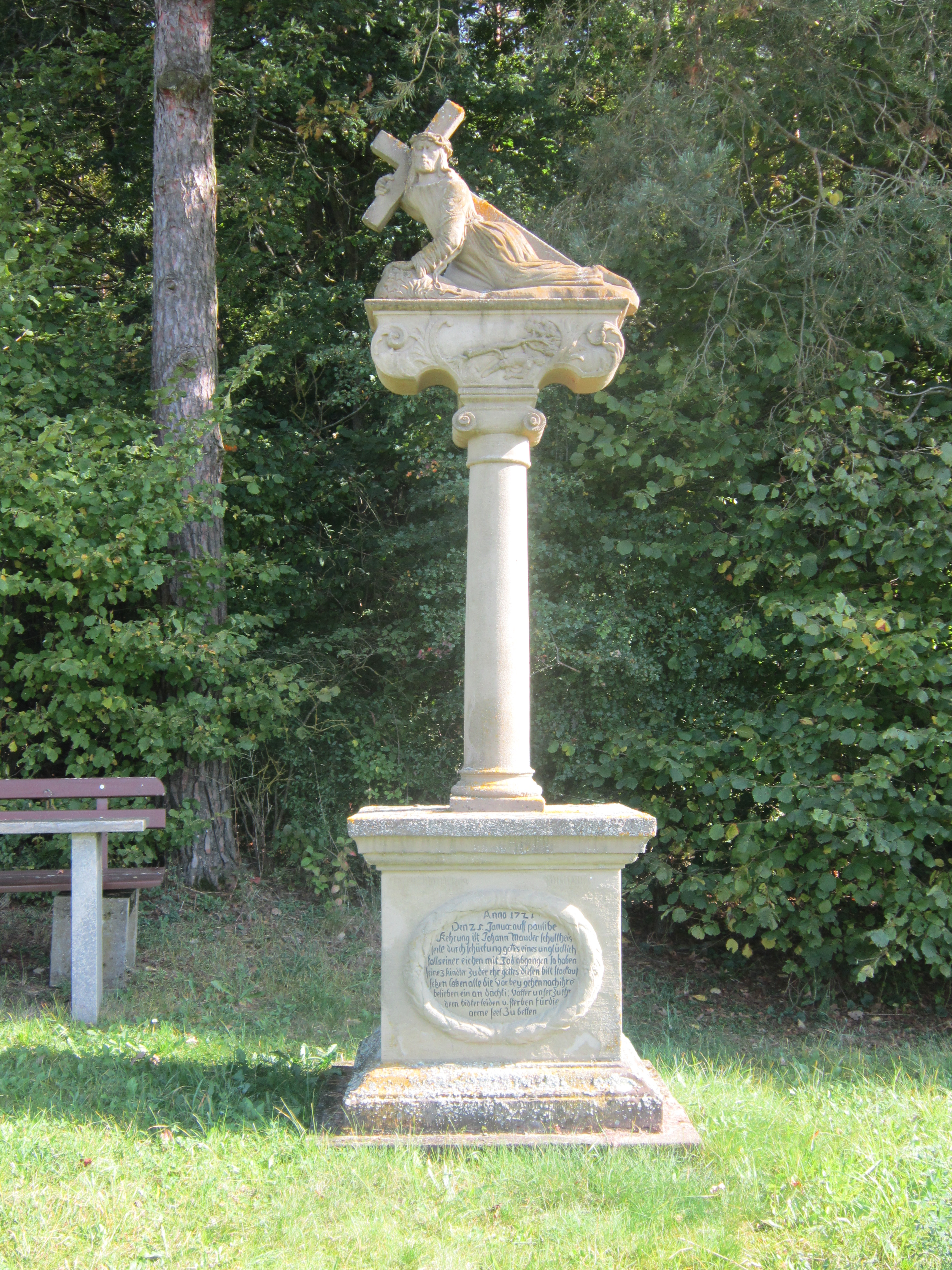
Kreuzschlepper, Reiterswiesen, Eichesberg

Der Kreuzschlepper in der Flur Eichesberg ist ein Flurdenkmal in Reiterswiesen, Bad Kissingen, der Großen Kreisstadt des unterfränkischen Landkreises Bad Kissingen. Er gehört zu den Bad Kissinger Baudenkmälern und ist unter der Nummer D-6-72-114-244 in der Bayerischen Denkmalliste registriert.

## Geschichte
Der Kreuzschlepper besteht aus Sandstein und entstand im Jahr 1721.
Ein Betonfundament trägt einen mehrfach getreppten, 97 cm hohen Tischsockel mit quadratischem Querschnitt. An seiner Vorderseite wird folgende Inschrift von einem Blütenkranz umrahmt:

„Anno 1721

Den 25. Janua: auff pauli be-

Kehrung ist Johann Mauder schultheiß

seele: durch schückung gottes eines unglücklich:

falls einer eichen mit Todt abgangen so haben

seine 3 Kindter Zu der ehr gottes diesen biltstock auf

seßen laßen alle die Vorbey gehen nach ihren

belieben ein andächti: Vatterunser Zu ehr

dem bidter leiden u. sterben für die

arme seel zu betten“

Über diesem Text befinden sich noch fi Reste einer weiteren, verwitterten Inschrift:

„Joseph Mauder H................g diethmer“

Die Rundsäule ist 138 cm hoch, hat eine gegliederte Basis und ein ionisierendes Kapitell und verjüngt sich leicht nach oben. Darauf folgt ein mit Akanthus verziertes Zwischenstück mit 90 cm Breite und 36 cm Höhe. Das Zwischenstück schildert im Mittelfeld vorne einen Unglücksfall, bei dem ein gefällter Baum auf einen Mann niederstürzt. Dieses Zwischenstück ist auch die Basis für den 80 cm hohen, kreuztragenden Heiland, mit dem das Denkmal eine Höhe von 3,50 m erreicht.
Im Pfarrmatrikel lässt sich unter dem Jahr die geschilderte Begebenheit nachvollziehen: Demzufolge starb am 27. Januar 1721 unerwartet der Schultheiß Johann Mauder im Alter von etwa 64 Jahren, als er beim Spalten einer Eiche im Intimbereich schwer verletzt wurde.
Unabhängig davon hat sich die Sage von dem Bauern gebildet, der für den von ihm gelieferten Messwein keine Bezahlung bekommen hatte und der aus Übermut während des Glockenschlages bei einer Feiertagsprozession eine Eiche im Gemeindewald fällte und dabei von der Eiche erschlagen wurde.
Im Jahr 1975 wurde der Bildstock vom Aschacher Bildhauer Bauer renoviert und kam 25 Meter östlich vom alten Standort an der Ecke des Waldgrundstückes „Eiches“ an seinen jetzigen Standort.